# André Vigarié
André Vigarié, né le 20 janvier 1921 au Havre et mort le 21 décembre 2006 à Nantes, est un géographe français.

## Biographie
Ancien élève de l'École normale supérieure de Saint-Cloud, il est le fondateur de la géographie portuaire et maritime. Également docteur ès lettres, professeur émérite de l'Université, professeur à l'École navale et chargé de conférences à l'École des Affaires Maritimes de Bordeaux, il s'est spécialisé dans la géostratégie des océans. L'une de ses idées est la démaritimisation de certains ports d'Europe du Nord-Ouest du fait d'une diversification de leur économie.
Il a publié plus d'une douzaine d'ouvrages sur les questions portuaires et maritimes et a collaboré avec d'autres auteurs sur de nombreux livres. Il a rédigé par ailleurs plus de 300 articles et études, dont de nombreux ont été traduits en diverses langues.
Il a également été membre de l'Académie de marine et de l'Académie de Bretagne.
La bibliothèque de l'Institut de géographie de l'université de Nantes (IGARUN) porte son nom.
Il est décédé le 21 décembre 2006.

## Publications
- 1964 : Les Grands Ports de commerce de la Seine au Rhin, S.A.B.R.I.
- 1979 : Ports de commerce et vie littorale, Paris, Hachette.
- 1983 : Le Navire, le port et la ville, Transports et mutations actuelles, SEDES.
- 1985 : Les Ports français, 25e Congrès International de Géographie, Résumé des communications, Tome 1, no 35, thème 12, Le Journal de la marine marchande et du transport multimodal.
- 1986 : Ports et mers. Mélanges maritimes offerts à A. Vigarié., Éditions Paradigme.
- 1990
  - Économie maritime et géostratégie des océans, Paradigme, Collection : Transports et communication, no 28.
  - Les Fronts portuaires français : un problème régional ou international ?, Cahiers scientifiques du transport no 21.
- 1991 : Échanges et transports internationaux, Editions Dalloz - Sirey, Collection : Mémentos de géographie Sirey.
- 1993
  - Échanges et transports internationaux : depuis 1945, Sirey, Collection : Mémentos d'histoire et de géographie économiques.
  - Aspects méconnus de la création d'une métropole maritime : Nantes - St-Nazaire, IGARUN, Cahiers Nantais no 40.
- 1994 : Recours aux voies maritimes pour les transports de marchandises, La Revue Maritime no 435.
- 1995 
  - Les Cabotages maritimes français dans le contexte communautaire, La Revue Maritime no 438.
  - La Mer et la géostratégie des nations (ISC/Economica, Bibliothèque stratégique)  (ISBN 2-7178-2986-5)